# Binnenstadsas
De Binnenstadsas is een HOV-busbaan in Utrecht, die loopt van Utrecht Centraal Centrumzijde naar het kantorenpark Rijnsweerd en vervolgens naar de universiteitscampus De Uithof waar ook het Universitair Medisch Centrum Utrecht en het Wilhelmina Kinderziekenhuis gevestigd zijn. De busbaan is een volledig vrije baan en wordt in zijn geheel gereden door U-link 28, hoewel delen ervan door andere bussen gebruikt worden. De lijn dient, voordat de Uithoflijn in gebruik werd genomen, als een alternatief voor de drukke lijn 12, die vanaf het station gezien, de universiteitscampus De Uithof, sneller bereikt. Vanuit het winkel- en uitgaansgebied in de binnenstad is de Binnenstadsas wel de snelste route naar de Uithof. 
De Binnenstadsas maakt deel uit van het Utrechts HOV-netwerk.

## Traject
De lijn begint bij de Centrumzijde van het centraal station en loopt via het Janskerkhof, de Nobelstraat, Kruisstraat, Biltstraat, Waterlinieweg en de Pythagoraslaan naar de Archimedeslaan en zo naar De Uithof. De eerste halte op De Uithof is Botanische Tuinen; deze dient eigenlijk als een dubbelhalte met de halte Padualaan van tramlijn 22. De lijn voegt daarna samen met de trambaan van de Uithoflijn en loopt zo over universiteitscampus De Uithof via UMC en het WKZ naar P+R de Uithof. Voor de opening van de Uithoflijn reed lijn 12 deze busbaan tot het WKZ.
De lijn is gebouwd op een betonnen ondergrond zodat het tracé voorbereid is op een eventuele vertramming. Bij de Berekuil zijn er twee viaducten gemaakt voor het autoverkeer zodat de busbaan hier onderdoor geleid kan worden en deze verder geen auto- of fietsverkeer kruist op deze grote rotonde (de zuidelijke fietsroute tussen de Berekuil en de stad was daarbij toen komen te vervallen). Bij de A28 is met de aanleg van de busbaan een tweede viaduct gebouwd zodat het autoverkeer via het nieuwe viaduct onder de snelweg door kon rijden. De busbaan kon daardoor via het reeds bestaande viaduct onder die snelweg geleid worden. Bij het viaduct van de A27 was al voldoende ruimte, onder het bestaande viaduct konden twee nieuwe rijstroken voor de auto aangelegd worden zodat de bestaande weg omgebouwd kon worden tot busbaan.

### Latere verbeteringen en uitbreidingen
De busbaan (officieel geopend op 10 juni 2001) was nieuw aangelegd vanaf de Lange Viestraat tot aan het begin van de Uithof en vanaf het Universitair Medisch Centrum (UMC), naar het toen nieuwe Wilhelmina Kinderziekenhuis (WKZ) zodat dat ziekenhuis een bus-aansluiting had (in 1999 was de baan daar reeds in ruwbouw in gebruik). De baan sloot later, aan het einde, aan op de Universiteitsweg voor de bussen naar Zeist en omstreken. Op de Uithof zelf was een nieuwe busbaan nog niet noodzakelijk omdat de Heidelberglaan daarvoor al alleen maar toegankelijk was voor bussen, taxi's en  hulpdiensten. Vanaf de zomer van 2005 is er in twee jaar een compleet nieuwe busbaan op de Uithof aangelegd. In- en uitstappen werd geconcentreerd op twee nieuwe haltes. Op 1 oktober 2013 is de busbaan verlengd naar het toen geopende transferium P&R De Uithof (nu P+R Utrecht Science Park). Er is een viaduct gebouwd zodat de bussen, onder de Universiteitsweg door, naar het transferium kunnen gaan. Vanwege de aanleg van de Uithoflijn is de busbaan tussen 2016 en 2019 in het Utrecht Science Park tot en met het eindpunt omgebouwd tot een gecombineerde bus-trambaan. Aan de oostkant van het UMC is de baan daarbij een tiental meters naar het oosten verlegd, een stuk van de oude HOV-baan wordt nu gebruikt als expeditie-weg voor het UMC.
Ook bij het station en het Vredenburg was de busbaan niet meteen aangelegd: de inrichting van het gehele gebied rondom het Vredenburg inclusief de route tussen de Lange Viestraat en het Centraal Station was toen nog onderwerp van politieke discussie in het kader van het Utrecht City Project. Net zoals op de Uithof hadden bussen op het Vredenburg en het Smakkelaarsveld, al hun eigen vrije busbaan (zonder betonnen ondergrond) en er was geen noodzaak om daar toen al een nieuwe busbaan aan te leggen. In juli 2014 is in het kader van CU2030 en de ingebruikname van TivoliVredenburg de noordkant van het Vredenburg heringericht en daarbij is de busbaan aldaar (her)aangelegd, op 1 september dat jaar kon ook de bushalte weer in gebruik worden genomen. Op 10 september 2015 waren ook de nieuwe bruggen (de Vredenburgknoop) over de herstelde Catharijnesingel in gebruik genomen waaronder de brug waarover bussen naar de noordkant van het Smakkelaarsveld geleid zouden worden, de bruggen werden in februari 2016 afgewerkt. De busbaan op het Smakkelaarsveld is op 4 april 2018 in gebruik genomen. Op 9 december 2018 is het nieuwe busstation Utrecht Centraal Centrumzijde, inclusief een gecombineerde tram-busbaan naar het Smakkelaarsveld, geopend waarmee de gehele route van U-link 28 op de binnenstadsas HOV-baan is geworden.
In de toekomst wil de gemeente Utrecht de Binnenstadsas in een metrolijn veranderen. De lijn zou geheel (of althans tot op de Uithof) ondergronds moeten lopen. De uitvoering van dit plan is nog zeer onzeker, omdat de gemeente hiervoor afhankelijk is van rijkssubsidie.

## Trivia
De busbaan is in 2001 rood opgeleverd. Gedeelten die na 2003 zijn gebouwd, zoals in de Uithof en het stationsgebied, zijn gewoon (asfalt-)zwart of (beton-)grijs, behalve in de (historische) binnenstad bij het Vredenburg tot het met het Smakkelaarsveld: daar is de HOV-baan rood geasfalteerd.

## Voetnoten
1. ↑  http://www.utrecht.nl/smartsite.dws?id=118057
2. ↑  AD.nl - Utrecht wil twee metrolijnen aanleggen, anders lopen verkeer en woningbouw vast: ‘Je móet ondergronds’. Gearchiveerd op 30 juni 2022.
3. ↑  https://www.cobouw.nl/artikel/534546-utrecht-past-zwart-asfalt-toe-busbaan